# انرجان (تبریز)
انرجان یکی از روستاهای استان آذربایجان شرقی است که در دهستان سردصحرا بخش مرکزی شهرستان تبریز واقع شده‌است.

## جمعیت
با جمعیتی بیش از ۱۰۰۰ نفر یکی از روستاهای مربوط به دهستان سرد صحرا می‌باشد.

## آب و هوا
از لحاظ آب و هوایی دارای آب هوای سرد و خنک می‌باشد.

## محصولات
در این روستا فعالیت‌های کشاورزی مانند کاشت گندم، جو، نخود و … فعالیت‌های باغبانی مانند درختانی مانند گردو، سیب، زردآلو، گیلاس، آلوچه، توت و … وجود دارد.

### دامداری
روستای انرجان دارای بیش از ۵۰۰۰ راس دام می‌باشد و هرساله محصولات دامداری و لبنیاتی فراوانی در این روستا تولید می‌شود.

## مسیر
مسیر آن از آخماقیه خارج شده و در مسیر رصدخانه خواجه نصیرالدین طوسی دانشگاه تبریز واقع شده‌است.